# Aenigmaticum californicum
Aenigmaticum californicum är en skalbaggsart som beskrevs av Thomas Casey 1889. Aenigmaticum californicum ingår i släktet Aenigmaticum och familjen punktbaggar. Inga underarter finns listade i Catalogue of Life.